# Stenodesmus
Stenodesmus là một chi rêu trong họ Daltoniaceae.